# タリク・ランプティ
タリク・ランプティ（Tariq Lamptey , 2000年9月30日 - ）は、イングランド・ロンドン・ヒリンドン区出身のガーナのサッカー選手。プレミアリーグ・ブライトン・アンド・ホーヴ・アルビオンFC所属。ガーナ代表。ポジションはDF。

## 経歴
2006年にチェルシーFCのユースアカデミーに入団。2019年にトップチームに昇格し、プロ契約を締結。同年12月29日のアーセナルFC戦でプロデビューを果たした。
2020年1月31日、ブライトン・アンド・ホーヴ・アルビオンFCと3年半の契約を締結したことが発表された。
2018年から各ユース世代のイングランド代表でプレーしている。

## 代表歴

### 出場大会
- ガーナ代表
  - 2022 FIFAワールドカップ

### 試合数
- 国際Aマッチ 11試合 0得点（2022年-）[3]

| ガーナ代表 | 国際Aマッチ | 国際Aマッチ |
| 年         | 出場        | 得点        |
| ---------- | ----------- | ----------- |
| 2022       | 4           | 0           |
| 2023       | 0           | 0           |
| 2024       | 7           | 0           |
| 通算       | 11          | 0           |